# Вежа грифонів
59°56′17″ пн. ш. 30°17′1″ сх. д. / 59.93806° пн. ш. 30.28361° сх. д.

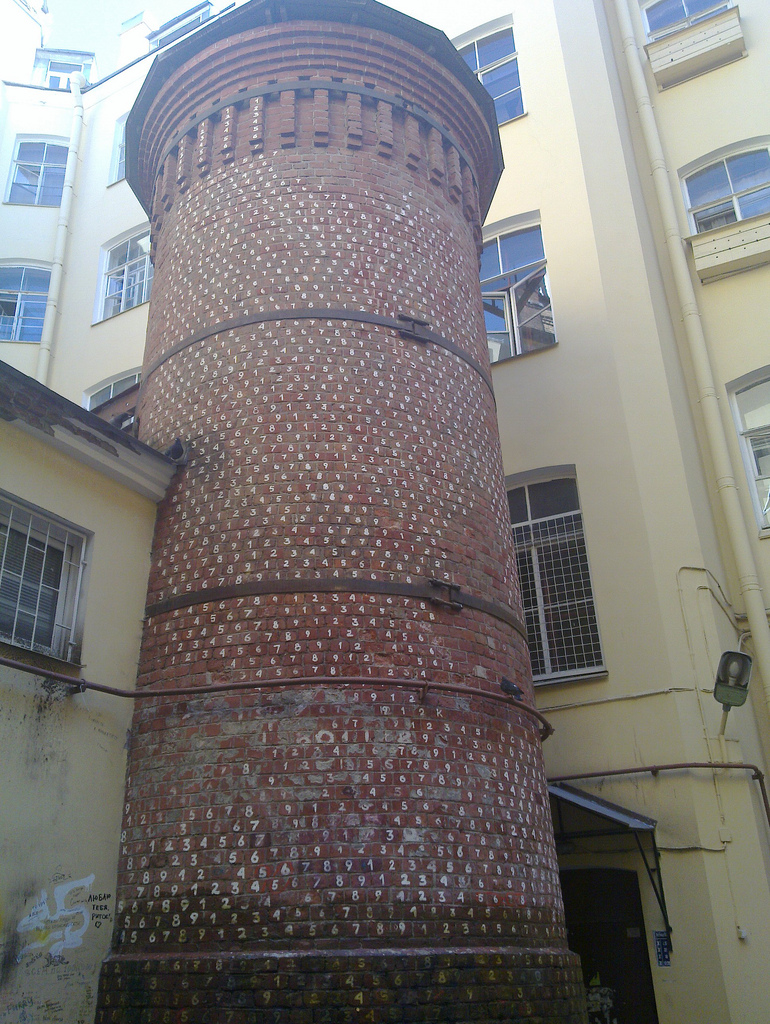
Вежа грифонів

«Вежа грифонів» («Цифрова вежа») — залишок цегляної труби котельні, розташований на 7-ій лінії Васильєвського острова у дворі однієї із старих аптек Санкт-Петербурга (буд. № 18), що з 1858 року належала Вільгельму Пелю (1820—1903) і його синам. Виявлений пам'ятник культурної спадщини регіонального значення. Двір відвідують люди, які вірять, що вежа може виконувати їх бажання.

## Історія і опис
Незвичайний вид і архітектурна вишуканість цього димаря роблять його схожим на вежу замку, неначе сховану від сторонніх очей усередині двору-колодязя, що у поєднанні з неординарністю особи самого аптекаря Вільгельма Пеля породило навколо неї чимало романтичних і містичних легенд. За найбільш поширеною версією, вежу було створено при перебудові Пелем своєї аптеки в другій половині XIX століття. У аптеці містилися майстерні по виготовленню ліків і прибутковий будинок, а «вежа» була трубою-витягом хімічної лабораторії. Частим гостем Пеля був хімік Дмитро Менделєєв. Зразкова висота вежі — 11 м, діаметр — близько 2 м.
Художник Олексій Кострома 1 травня 1994 року за підтримки ентузіастів встановив на вежі велетенське яйце в картонному гнізді і пронумерував усю цеглу. Яйце неодноразово скидали, але його повертали назад на місце, зараз яйце загублене. Невідомі особи продовжують розмальовувати вежу цифрами.

## Міські легенди
Згідно міській легенді, секрети аптекаря Пеля охороняли грифони, що тулилися на вежі. Туристам розповідають, що аптекар Пель нібито тримав у вежі таємну лабораторію, в якій намагався перетворити ртуть на золото, і не лише досяг успіху в цьому, але заразом знайшов і «формулу щастя».
Існує думка, що вежа радикально поліпшує долі людей, оскільки деякі жителі сусідніх будинків нібито несподівано ставали багатими і успішними.
Інша легенда свідчить, що вежу охороняють невидимі грифони, які бояться сонячного світла, а ночами літають над містом; вони нібито продовжують охороняти таємну лабораторію Пеля і його формулу щастя.

## Загрози

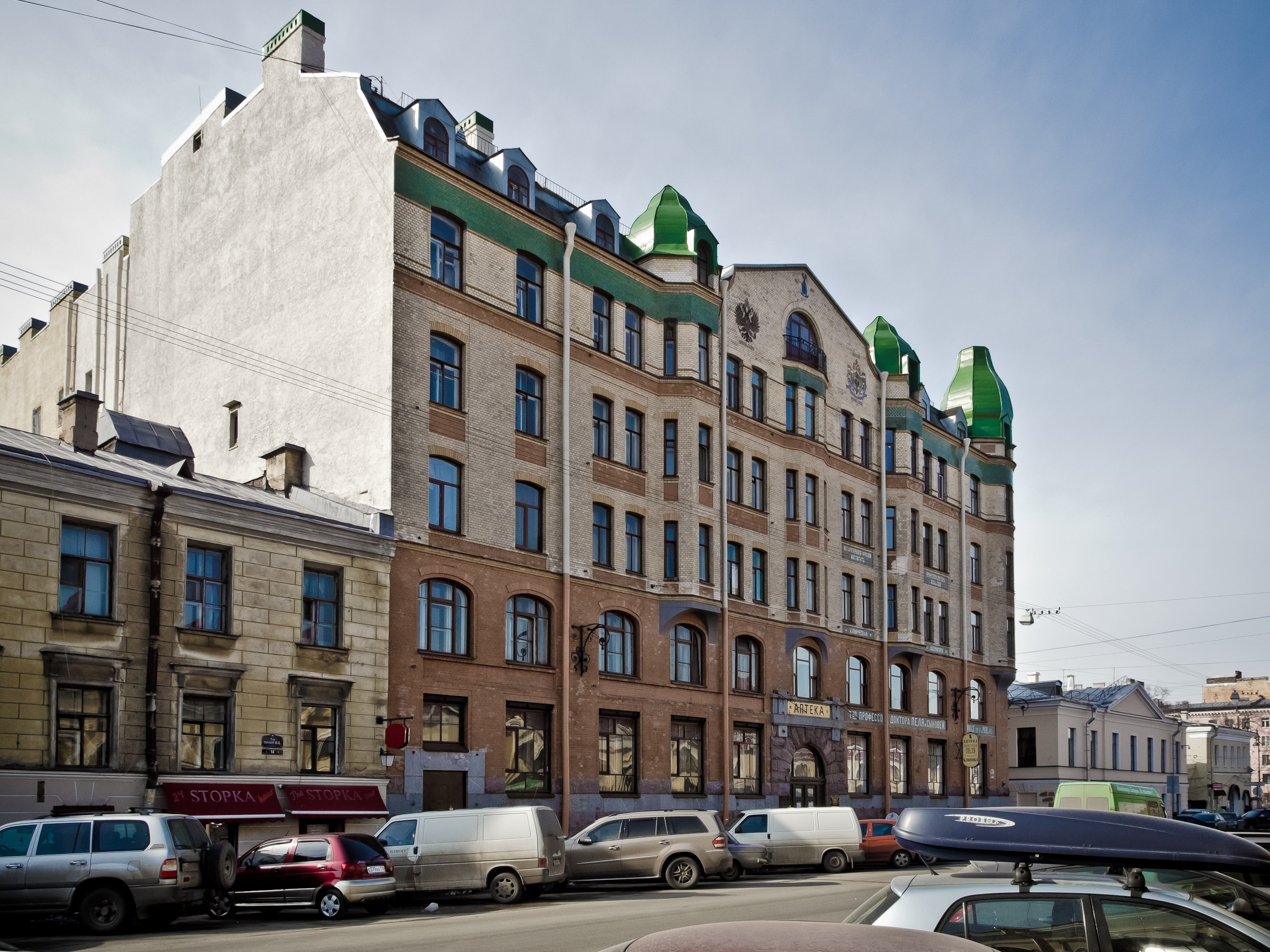
Колишня аптека Пеля і синів

У 2009 році вежу було відреставровано. Зростаюча популярність вежі притягає у двір туристів, які створюють цілодобовий ґвалт і несприятливу обстановку для проживання в довколишніх квартирах. Деякі з відвідувачів поводяться неадекватно, кричать і здійснюють акти вандалізму. Через це в 2010 році мешканці встановили перешкоду для доступу у двір і навіть зажадали знести вежу. Серед жителів кварталу пройшло голосування, 78,9 % висловилися за знос вежі, щоб звільнити місце для парковки..
Новина про майбутній знос вежі схвилювала громадськість міста. Пізніше Адміністрація Санкт-Петербурга спростувала чутки про знос і оголосила вежу виявленим пам'ятником культурної спадщини. Оскільки основними супротивниками збереження вежі є пенсіонери, журналісти стали писати, що «злі бабусі» і є ті самі грифони, які зберігають таємну формулу щастя, відкриту Пелем.